# NGC 86
NGC 86 ist eine linsenförmige Galaxie vom Hubble-Typ S0/a? im Sternbild Andromeda. Sie ist etwa 257 Millionen Lichtjahre von der Milchstraße entfernt, mit einem Durchmesser von etwa 50.000 Lichtjahren.
NGC 86 wurde am 14. November 1884 von dem französischen Astronomen Guillaume Bigourdan entdeckt.